# جبهة 9 سبتمبر

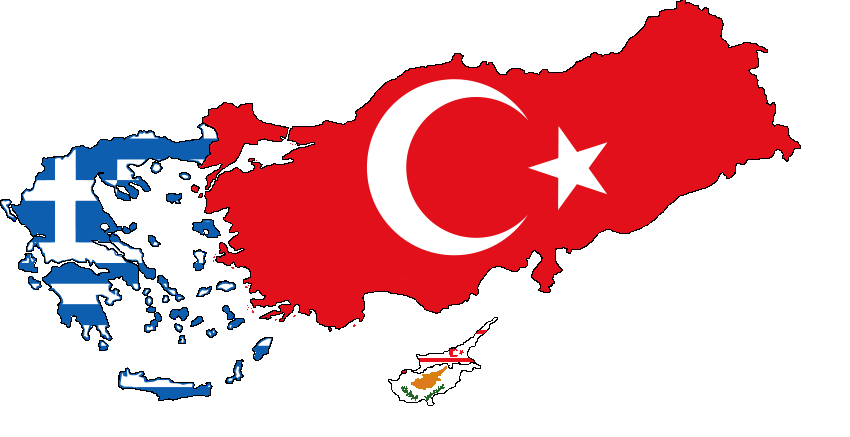
العلم خريطة تركيا واليونان وجمهورية قبرص والجمهورية التركية لشمال قبرص

جبهة 9 سبتمبر (بالتركية: 9 Eylül Cephesi) كانت منظمة شبه عسكرية قبرصية تركية سرية مؤيدة للتقسيم تم تشكيلها لمواجهة المنظمة الوطنية للمقاتلين القبارصة اليونانية الداعية للاتحاد مع اليونان (الإنوسيس). 

## التاريخ
تم تشكيل المنظمة لمواجهة أنشطة المنظمة الوطنية للمقاتلين القبارصة في عام 1955 من قبل متطوعين غير مدربين في الغالب.   فشلت المنظمة في النمو إلى المستوى الوطني والنشاط الفعال في جميع أنحاء قبرص.  في عام 1958، قرر قادة التنظيم أنهم لا يكفون لتحقيق أهدافهم بشكل منفصل عن المنظمات القبرصية التركية الأخرى، لذا مضوا للاندماج مع منظمة المقاومة التركية.   